# Архиепархия Пизы
Архиепархия Пизы (лат. Archidioecesis Pisana, итал. Arcidiocesi di Pisa) архиепархия-митрополия Римско-католической церкви, входящая в церковную область Тоскана. В настоящее время епархией управляет архиепископ-митрополит Саверио Каннистра. Архиепископы на покое – Алессандро Плотти и Джованни Паоло Бенотто.
Клир епархии включает 240 священников (179 епархиального и 61 монашествующих священников), 17 диаконов, 64 монаха, 390 монахинь. Архиерей Пизы имеет статус примаса Корсики и Сардинии.
Адрес епархии: Piazza Arcivescovado 18, 56126 Pisa, Italia.

## Территория
В юрисдикцию епархии входят 166 приходов в коммуннах Тосканы, при этом, в силу исторических событий, у епархии нет ровной границы. Она включает в себя часть провинции Пизы, а именно приходы на равнине Арно от города Пизы до Понтедера, приходы на равнине Серкьо на севере, приходы в Коллине Пизане (Пизанские Холмы) на юге от Коллесальветти до Сан-Пьетро-ин-Палацци; также в состав епархии входят приходы в Версилии (Пьетрасанта, Серравецца, Форте дей Марми и Стаццема). Несколько приходов епархии изолированы от основной её части (Медиа-Валле-дель-Серкьо, Барга).
Все приходы образуют 9 деканатов и 38 пастырских зон.
Кафедра архиепископа-митрополита находится в городе Пиза в Соборе Санта Мария Ассунта.
В состав митрополии (церковной провинции) Пизы входят:
- Архиепархия Пизы;
  - Епархия Вольтерры;
  - Епархия Ливорно;
  - Епархия Масса-Каррара-Понтремоли;
  - Епархия Пеши.

## История
Кафедра в Пизе была основана в первые десятилетия IV века. Первым известным истории архиереем Пизы является епископ Гауденцио, участник Собора в Риме в 313 году.
В то время границы епархии распространялись на севере до реки Версилии и Апуанских Альп, на востоке до Монте-Пизано и Понтедера, на юге до Капанноли и реки Фине, на западе до Тирренского моря.
В VI веке, с нашествием лангобардов, территория епархии значительно уменьшилась на севере, но увеличилась на юге, вплоть до Чечины.
21 апреля 1092 года епархия Пизы получила статус архиепархии-митрополии. И 27 апреля того же года буллой Cum universis Папа Урбан II ввел в состав митрополии Пизы все приходы на Корсике.
В XII веке, после возведения епархии Генуи в ранг архиепархии-митрополии, на Корсике были основаны три епископства-суффраганства, вошедшие в состав этой митрополии. Тем не менее, 1 мая 1138 года в Пизе Папа Иннокентий II подтвердил юрисдикцию архиепископов Пизы в отношении остальных трех епархий на Корсике, а также епархии Популония на материке и двух епархий на Сардинии, присвоив ему титул примаса. Папа Александр III 11 апреля 1176 года ввел под юрисдикцию архиепископов Пизы приходы в Кальяри и Арборея.
Когда в 1324 году Сардинией завладели представители Арагонской династии, архиепископы Пизы утратили контроль над островными приходами и сохранили только титул примаса. В 1446 году, после возведения епархии Сиены в ранг архиепархии, в состав новой митрополии вошла часть территории архиепархии Пизы, образовав новые епископства-суффраганства – Масса Мариттима и Популония.
17 марта 1727 года и 4 июля 1797 года, в состав митрополии Пизы вошли, соответственно, епархия Пеши и епархия Понтремоли.
В 1789 году Папа Пий VI передал приход в Массачукколи архиепархии Лукки, но присоединил приходы в Серавецца и Барга к архиепархии Пизы.
В 1806 году часть территории епархии отошла к новой епархии Ливорно, включенной в состав митрополии Пизы.
В 1823 году в состав митрополии Пизы также была включена епархия Массы.

## Ординарии епархии
| - Гавдентий (упоминается в 313); - Святой Сениор (410); - Неизвестный (470); - Иоанн I (493/494); - Неизвестный (556); - Александр (644/648); - Оппортун (упоминается в 649); - Мавриан (674/680); - Максим (715 — 730); - Иоанн или Юстин (744 — 748); - Андрей (754 — 768); - Неизвестный (упоминается в 774); - Ракинард (796 — 803); - Платон I ( упоминается в 823); - Иоанн II (III) (826 — 848); - Иоанн III (IV) (850 — 858); - Платон II (866 — 876); - Иоанн IV (877 — 891); - Теодорик (909 — 911); - Вольфгерий (920 — 927); - Зиновий (930 — после 954); - Гримальдо (958 — 965); - Альберико (967 — 985); - Раимберто (987 — 996); - Гвидо (1005 — 1012); - Ламберто (1012 — 1015); - Аццоне I (1015 — 1031); - Опицио (1039 — 1059); - Гвидо II (1061 — 8.4.1076); - Ландольфо (1077 — 25.10.1079); - Джерардо (1080 — 8.5.1085); - Даимберт Пизанский (1088 — 1099) — назначен латинским патриархом Иерусалима; - Пьетро Марикони (1104 — 1119); - Аццоне II (1119 — 1121); - Роджерио Гизальбертини (1123 — 1131); - кардинал Уберто Росси Ланфранки (1132 — 1137); - кардинал Балдуин (1137 — 6.10.1145); - кардинал Виллано Гаэтани (29.05.1146 - 23.10.1175); - Бенинказа (21.3.1167 — 1170) — антиепископ; - Убальдо Ланфранки (1176 — 1208); - Лотарио Розарио (1208 — 1216) — назначен латинским патриархом Иерусалима; - Витале (1218 — 1253); - Федерико Висконти (1254 — 1.10.1277); - Руджери дельи Убальдини (10.5.1278 — 15.9.1295); - кардинал Теодорико Раньери (20.9.1295 — 13.6.1299) — назначен кардиналом-епископом Палестрины; - Джованни ди Поло (10.2.1299 — 10.5.1312) — назначен епископом Никозии; - Оддоне делла Зала (10.5.1312 — 6.6.1323) — назначен латинским патриархом Александрии; - Симоне Сальтарелли (6.6.1323 — 24.9.1342); | - Динод и Радикофани (7.10.1342 — 1348); - Джованни Скарлатти (27.6.1348 — 19/27.2.1362); - кардинал Франческо Марикотти (16.3.1362 — 18.9.1378); - Барнаба Маласпина (1380 — 7.10.1380); - Лотто Гамбакорта (26.1.1381 — 9.9.1394) — назначен епископом Тревизо; - Джованни Габриэлли (9.9.1394 — 25.6.1400); - кардинал Людовико Бонито (15.11.1400 — 3.11.1406) — назначен архиепископом Таранто; - Аламанно Адмирари (3.11.1406 — 1411); - Пьетро Риччи (9.10.1411 — 30.11.1417); - Джулиано Риччи (23.2.1418 — 26.12.1460); - Филиппо де Медичи (14.1.1461 — 1474); - Франческо Сальвиати (14.10.1474 — 26.4.1478); - кардинал Рафаэль Риарио (17 сентября 1479 — 3 июня 1499) — апостольский администратор; - Чезаре Риарио (3.6.1499 — 3.9.1518) — апостольский администратор, назначен епископом Малаги; - кардинал Рафаэль Риарио (3 сентября 1518 — 18 сентября 1518) — вторично, апостольский администратор; - Онофрио Бартолини (10.9.1518 — 27.12.1555); - кардинал Шипьоне Ребиба (13.4.1556 — 19.6.1560) — назначен епископом Трои; - кардинал Джованни де Медичи (19.6.1560 — 20.11.1562) — апостольский администратор; - кардинал Анджело Никколини (14.7.1564 — 15.8.1567); - кардинал Джованни Риччи (3.9.1567 — 3.5.1574); - Пьетро Джакомо Борбоне ([17.5.1574 — 22.11.1575); - Людовико Антинори (2.12.1575 — 13.2.1576); - Бартоломео Джуньи (20.2.1576 — 26.6.1577); - Маттео Ринуччини (14.8.1577 — 8.6.1582); - Карло Антонио Даль Поццо (17.9.1582 — 13.7.1607); - Саллюстио Тауриджи (1.10.1607 — 10.8.1613); - Франческо Бончани (6.11.1613 — 28.11.1619); - Джулиано де Медичи (15.6.1620 — 16.1.1636); - кардинал Шипионе Панноккьески (3.3.1636 - 1663); - Франческо Панноккьески (27.8.1663 — 20.6.1702); - Франческо Фрозини (1.1.1701 — 20.11.1733); - Франческо Гвиди (15.2.1734 — 1778); - Анджоло Франчески (28.9.1778 — 13.3.1806); - Раньери Алльята (6.10.1806 — 11/18.8.1836); - Джован Баттиста Перретти (23.12.1839 — 19.11.1851); - кардинал Козимо Корси (19.12.1853 — 7/10.10.1870); - Паоло Микаллеф (27.10.1871 — 8.3.1883) — августинец; - Фердинандо Каппони (8.3.1883 — 21.3.1903); - кардинал Пьетро Маффи (22.6.1903 — 17.3.1931); - Габриэле Веттори (6.2.1932 — 2.7.1947); - Уго Камоццо (13.1.1948 — 22.9.1970); - Бенвенуто Маттеуччи (2.1.1971 — 7.6.1986); - Алессандро Плотти (7.6.1986 — 2.2.2008); - Джованни Паоло Бенотто (2.02.2008 — 6.02.2025); - Саверио Каннистра, кармелит, (с 6 февраля 2025 года — по настоящее время). |  |

## Статистика
На конец 2004 года из 310 333 человек, проживающих на территории епархии, католиками являлись 305 270 человек, что соответствует 98,4% от общего числа населения епархии.
| год  | население | население | население | священники | священники        | священники         | священники                           | постоянные диаконы | монахи  | монахи  | приходы |
| год  | католики  | всего     | %         | всего      | белое духовенство | черное духовенство | число католиков на одного священника | постоянные диаконы | мужчины | женщины | приходы |
| ---- | --------- | --------- | --------- | ---------- | ----------------- | ------------------ | ------------------------------------ | ------------------ | ------- | ------- | ------- |
| 1950 | 248.000   | 250.000   | 99,2      | 322        | 232               | 90                 | 770                                  |                    | 100     | 700     | 152     |
| 1969 | 302.398   | 303.150   | 99,8      | 321        | 241               | 80                 | 942                                  |                    | 98      | 1.000   | 169     |
| 1980 | 315.646   | 317.455   | 99,4      | 311        | 221               | 90                 | 1.014                                |                    | 105     | 726     | 176     |
| 1990 | 307.850   | 310.000   | 99,3      | 276        | 198               | 78                 | 1.115                                |                    | 88      | 518     | 166     |
| 1999 | 301.802   | 305.368   | 98,8      | 252        | 181               | 71                 | 1.197                                | 7                  | 73      | 430     | 166     |
| 2000 | 301.664   | 305.063   | 98,9      | 244        | 176               | 68                 | 1.236                                | 11                 | 70      | 435     | 166     |
| 2001 | 302.650   | 306.585   | 98,7      | 246        | 179               | 67                 | 1.230                                | 13                 | 69      | 438     | 166     |
| 2002 | 301.423   | 305.948   | 98,5      | 236        | 174               | 62                 | 1.277                                | 15                 | 65      | 412     | 166     |
| 2003 | 301.007   | 306.067   | 98,3      | 241        | 180               | 61                 | 1.248                                | 17                 | 64      | 398     | 166     |
| 2004 | 305.270   | 310.333   | 98,4      | 240        | 179               | 61                 | 1.271                                | 17                 | 64      | 390     | 166     |